# Free-for-All (album, Ted Nugent)
Free-For-All je druhé sólové studiové album amerického hard rockového hudebníka Teda Nugenta, vydané v říjnu 1976 u Epic Records. Jedná se o jeho první album, za které získal platinovou desku.

## Seznam skladeb
| Pořadí | Název                          | Délka |
| ------ | ------------------------------ | ----- |
| 1.     | Free-for-All                   | 3:20  |
| 2.     | Dog Eat Dog                    | 4:02  |
| 3.     | Writing on the Wall            | 7:08  |
| 4.     | Turn It Up                     | 3:36  |
| 5.     | Street Rats                    | 3:36  |
| 6.     | Together                       | 5:52  |
| 7.     | Light My Way                   | 3:00  |
| 8.     | Hammerdown                     | 4:07  |
| 9.     | I Love You So I Told You a Lie | 3:47  |

| Bonusy na reedici v roce 1999 | Bonusy na reedici v roce 1999        | Bonusy na reedici v roce 1999 |
| Pořadí                        | Název                                | Délka                         |
| ----------------------------- | ------------------------------------ | ----------------------------- |
| 10.                           | Free-for-All (live)                  | 5:13                          |
| 11.                           | Dog Eat Dog (live)                   | 6:21                          |
| 12.                           | Street Rats (zpívá Derek St. Holmes) | 4:14                          |

## Sestava
- Ted Nugent – kytara, zpěv, baskytara, perkuse
- Cliff Davies – bicí, perkuse, zpěv, doprovodný zpěv
- Rob Grange – baskytara, kytara
- Derek St. Holmes – kytara, zpěv
- Meat Loaf – zpěv
- Steve McRay – klávesy, doprovodný zpěv
- Tom Werman – perkuse